# إعادة تأهيل ودمج الجنود الأطفال

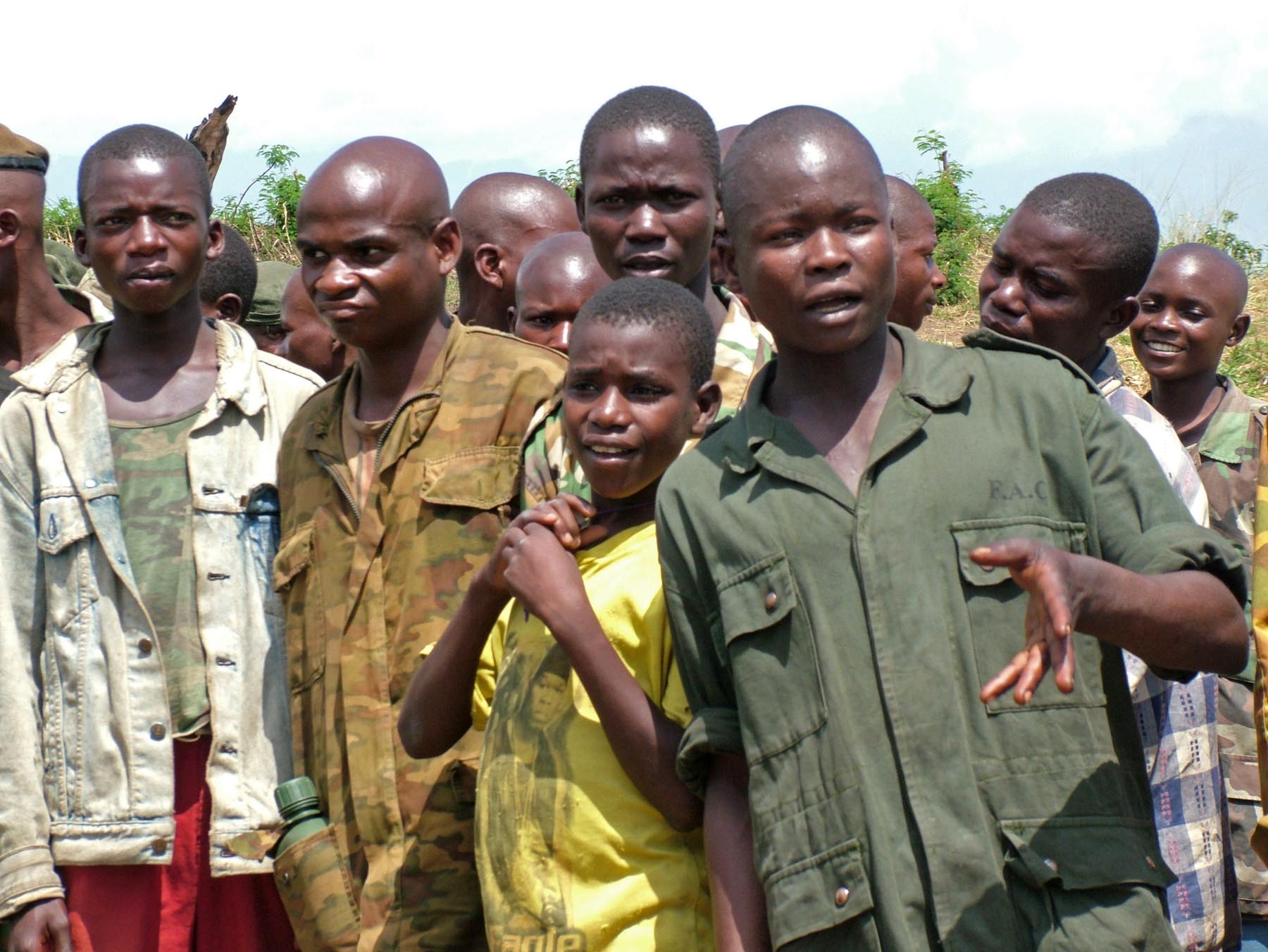

إعادة تأهيل ودمج الجنود الأطفال هي العملية التي من خلالها يتم دعم الأطفال المرتبطين سابقًا بالقوات أو الجماعات المسلحة، للعودة إلى الحياة المدنية، ولعب دور مهم في أسرهم ومجتمعاتهم. من خلال «المنظمة العالمية للأطفال الجنود»
والطفل الجندي هو «أي شخص يقل عمره عن 18 عامًا وتم تجنيده من طرف قوة مسلحة أو جماعة مسلحة بأي صفة».

## طريقة التأهيل
تسعى جهود إعادة  تأهيل وإدماج الأطفال الجنود إلى إعادتهم إلى بيئة آمنة بشكلٍ عام، ولغرس شعور التسامح لدى أسرهم والمجتمع من خلال إقامة الاحتفالات والطقوس الدينية والثقافية، ولم شملهم بأسرهم - تكون الخطوة الأولى دائماً- وتقدم لهم الدعم المالي والمؤسساتي الكافيحيث  يعد التعليم من أهم أشكال الدعم المطلوبة في بيئة ما بعد الصراع، ويكون غالبًا غير متاح لأسباب اقتصادية.وقد أظهرت بعض الدراسات أن عملية إعادة الإدماج التي يقودها المجتمع هي أكثر فعالية في التئام الجروح والتعامل مع التحديات النفسية لإعادة إدماجهم.
غالبًا ما يكون هناك وصمة عار مفادها أن الأطفال الذين ينتمون إلى الجماعات المسلحة هم غير أخلاقيين وغير جديرين بالثقة وخطرين، وبالتالي يتم رفضهم واقصائهم من المجتمع ويمكن أن تصبح جهود إعادة الإدماج صعبة خاصة عندما يرتكب طفل جرائم حرب. كما تواجه الإناث المجندات عراقيل إضافية خلال محاولة إعادة إدماجهم في المجتمع إذ تتعرض الفتيات إلى  الاغتصاب والاعتداء الجنسي أثناء النزاع ويعتبرن وصمة عار في المجتمع وملوثين بالعلاقات الجنسية خارج إطار الزواج وفي أغلب الأحيان ما يتم نبذهن واقصائهن من المجتمع ويتعرضن إلى الاعتداء اللفظي والجسدي، ويحظر عليهن الزواج.